# Arcalen
Arcalen – maść. Produkt leczniczy roślinny, tradycyjnie stosowany w różnego rodzaju stanach pourazowych. Stosowany jest jako środek ułatwiający i przyspieszający resorpcję małych wylewów podskórnych (siniaków) po stłuczeniach. Tradycyjnie maść stosowana jest również w bólach mięśniowych w postaci masażu po treningach sportowych.

## Skład
Substancje czynne:
- wyciąg gęsty złożony z koszyczków arniki i nagietka
- wyciąg suchy z kory kasztanowca

Substancje pomocnicze:
- lanolina, parafina stała, parafina ciekła, wazelina biała, magnezu stearynian, olejek cytrynowy, mieszanina 1,2-dicyjanobutanu i 2-fenoksyetanolu w proporcji 20–80%, woda oczyszczona.

Dostępne opakowania: Tuba aluminiowa zawierająca 30 g maści.

## Wskazania
Krwiaki, wylewy podskórne, wysięki stawowe, zmiany okołostawowe po urazach. Arcalen poprawia efektywność masażu leczniczego i sportowego oraz polepsza lokalne ukrwienie.

## Stosowanie
Nie należy stosować leku Arcalen, jeśli występuje nadwrażliwość na którykolwiek ze składników produktu (w tym substancje pomocnicze), uczulenie na arnikę, nagietek lub inne rośliny z rodziny Asteraceae = Compositae. Nie należy stosować maści na uszkodzoną skórę. Lek przeznaczony jest wyłącznie do użytku zewnętrznego. Nie zaleca się stosowania preparatu u dzieci i kobiet w ciąży.
Lek nie ma wpływu na zdolność prowadzenia pojazdów mechanicznych i obsługę maszyn w ruchu.

## Dawkowanie
Preparat stosować zewnętrznie na miejsca zmienione chorobowo. Smarować cienką warstwą maści kilka razy dziennie. Do masażu leczniczego stosować 3–4 g maści (pasek o długości około 5 cm). Nie stosować na uszkodzoną skórę.

## Możliwe działania niepożądane
W przypadku wystąpienia objawów uczulenia (nadwrażliwość), charakteryzujących się wystąpieniem zaczerwieniania lub wysypki, należy zaprzestać stosowania produktu. W przypadku wystąpienia innych działań niepożądanych należy poinformować o nich lekarza.